# Ozarba insignis
Ozarba insignis is een vlinder van de familie van de uilen (Noctuidae). De wetenschappelijke naam van deze soort is voor het eerst voorgesteld als Hydrillodes insignis door Arthur Gardiner Butler in een publicatie uit 1885.

## Verspreiding
De soort komt voor in Ethiopië, Saudi-Arabië, Oman en Jemen.

## Waardplanten
De rups leeft op Anarrhinum pedicellatum (Scrophulariaceae).